# Ossigeno singoletto
Ossigeno singoletto è il nome comune dato al più basso degli stati eccitati dell'ossigeno molecolare. L'ossigeno molecolare è una specie inusuale rispetto alla maggior parte delle specie chimiche perché lo stato fondamentale è uno stato di tripletto (3O2), mentre il più basso stato eccitato è un singoletto. L'ossigeno singoletto viene simboleggiato variamente come 1Δg, utilizzando il termine spettroscopico del particolare stato eccitato, o come 1O2, dove il numero 1 designa la molteplicità di spin, o anche semplicemente come *O2, dove l'asterisco denota lo stato eccitato.
L'ossigeno singoletto si può generare facilmente tramite un adatto composto fotosensibilizzatore e ha proprietà molto diverse dallo stato fondamentale dell'ossigeno. L'ossigeno singoletto è una specie molto reattiva, coinvolta nei processi di degradazione dei materiali esposti alla luce solare. Nella terapia fotodinamica si produce ossigeno singoletto per trattare tumori e altri processi iperproliferativi.

## Stati elettronici

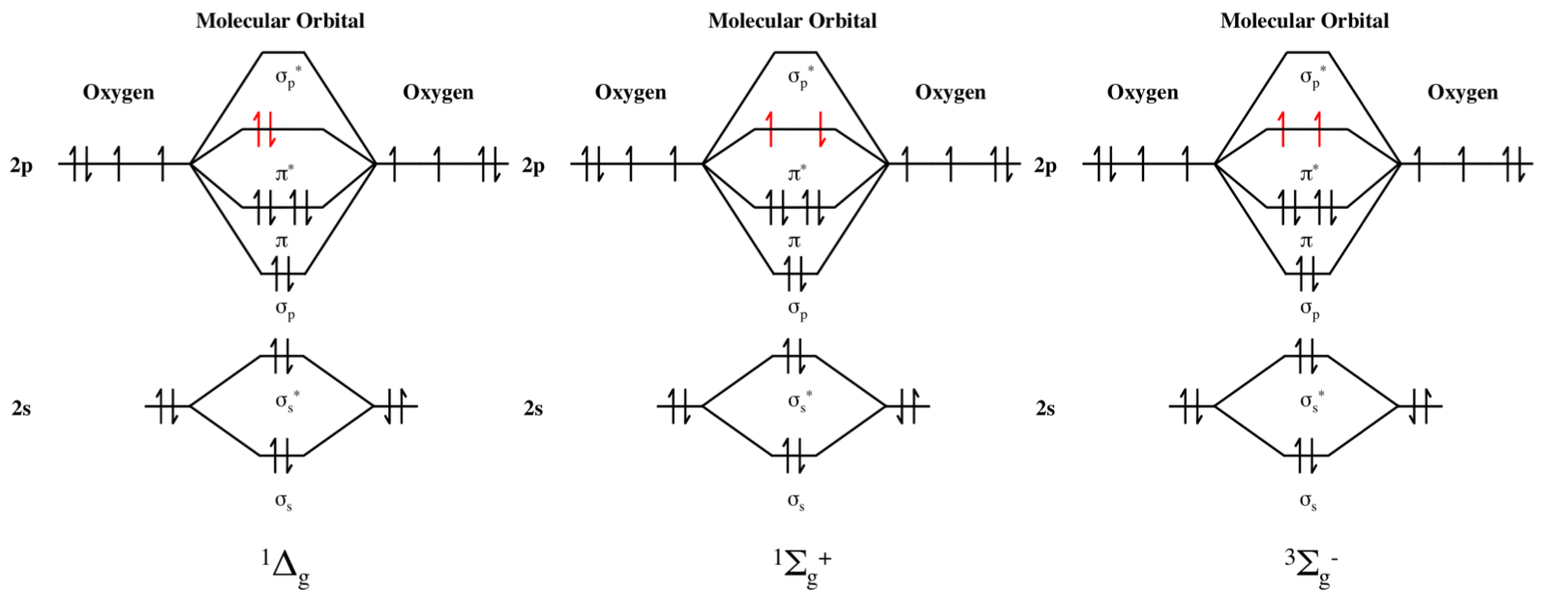
Schema semplificato illustrante gli orbitali molecolari di tre degli stati elettronici dell'ossigeno molecolare O_{2}. ^{3}Σ_{g}^{–}, stato fondamentale di tripletto; ^{1}Δ_{g} primo singoletto eccitato ("ossigeno singoletto"); ^{1}Σ_{g}^{+}, secondo singoletto eccitato. La situazione in realtà è più complessa (vedi testo).

La teoria degli orbitali molecolari prevede che alla configurazione elettronica fondamentale dell'ossigeno molecolare appartengano tre stati: lo stato fondamentale di tripletto identificato dal termine spettroscopico 3Σg– e i due singoletti eccitati identificati come 1Δg e 1Σg+. Questi due singoletti sono rispettivamente 94 e 157 kJ/mol al di sopra dello stato fondamentale. La differenza tra questi tre stati elettronici è a volte raffigurata con schemi di orbitali molecolari come nella figura a fianco. Questa però è solo una semplificazione, dato che nella figura sono raffigurati solo alcuni dei microstati interessati (due elettroni possono occupare i due orbitali πg degeneri di antilegame in sei modi diversi).
Il singoletto a energia più elevata 1Σg+ ha tempo di vita molto breve e si disattiva rapidamente al singoletto sottostante 1Δg. Lo stato 1Δg è quello noto comunemente come ossigeno singoletto. Nella specie isolata, in base alle regole di selezione la transizione 3Σg– → 1Δg è proibita per spin, per simmetria e per parità; di conseguenza l'eccitazione diretta dell'ossigeno fondamentale per formare ossigeno singoletto è sostanzialmente impraticabile. Anche il processo inverso di decadimento 1Δg → 3Σg– è fortemente proibito, quindi l'ossigeno singoletto, una volta formato, decade molto lentamente rispetto al singoletto eccitato 1Σg+, con un tempo di vita radiativo (in alta atmosfera) stimato di circa 64 minuti. In soluzione, tuttavia, l'interazione con altre molecole riduce il tempo di vita a valori che possono andare da microsecondi a millisecondi.

## Produzione
Nonostante l'eccitazione diretta di ossigeno molecolare (3O2) sia molto difficile, esistono vari metodi per produrre facilmente ossigeno singoletto (1O2). Il metodo più comune è sfruttare il processo di trasferimento di energia tra un fotosensibilizzatore organico e l'ossigeno. In questo caso si irradia un adatto composto (A), tipo rosa bengala, blu di metilene o una porfirina, formandone lo stato eccitato (*A). In seguito lo stato eccitato trasferisce parte della sua energia all'ossigeno fondamentale producendo ossigeno singoletto:
A + hν → *A
*A + 3O2 → A + 1O2
Alternativamente esistono metodi chimici, come la reazione tra perossido di idrogeno e ipoclorito di sodio,
H2O2 + NaOCl → 1O2 + NaCl + H2O
o la decomposizione termica dell'ozonuro del trifenilfosfito.

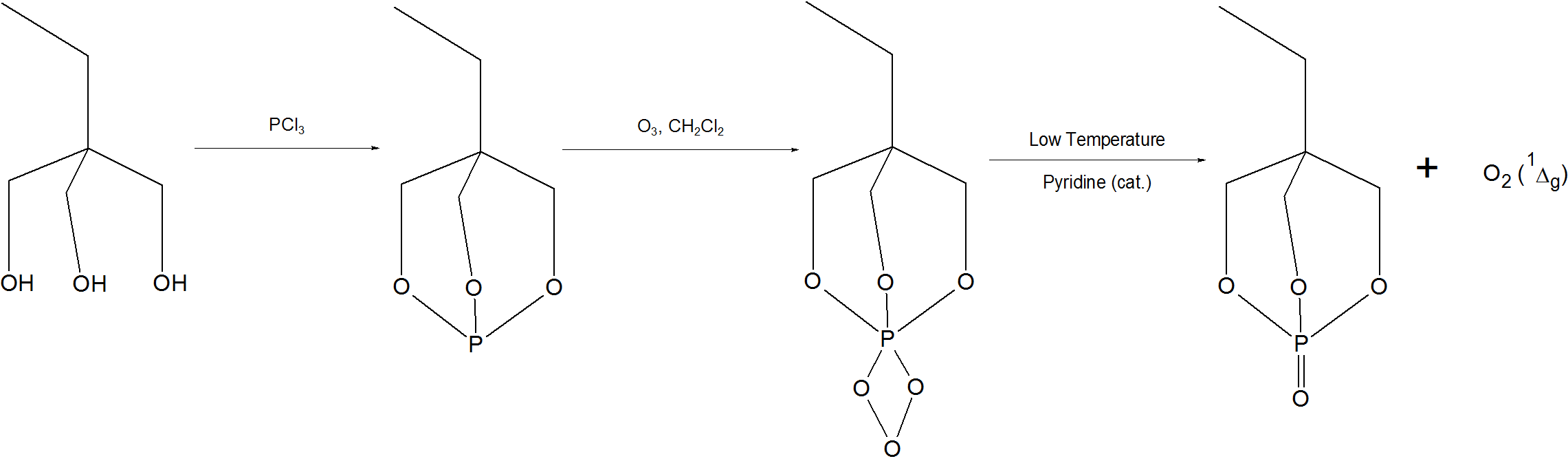
Produzione di ossigeno singoletto utilizzando un trialchilfosfito.

## Proprietà
L'ossigeno singoletto (1O2) ha proprietà differenti dalla molecola di ossigeno fondamentale. In particolare 1O2 è un ossidante molto più forte di 3O2, come evidenziato dai valori del potenziale di riduzione in acqua:
E° (1O2/O2–) = +0,79 V vs SCE
E° (3O2/O2–) = –0,15 V vs SCE
Questo fa sì che l'ossigeno singoletto sia una specie molto reattiva, implicata in molti processi sia biologici che artificiali. 

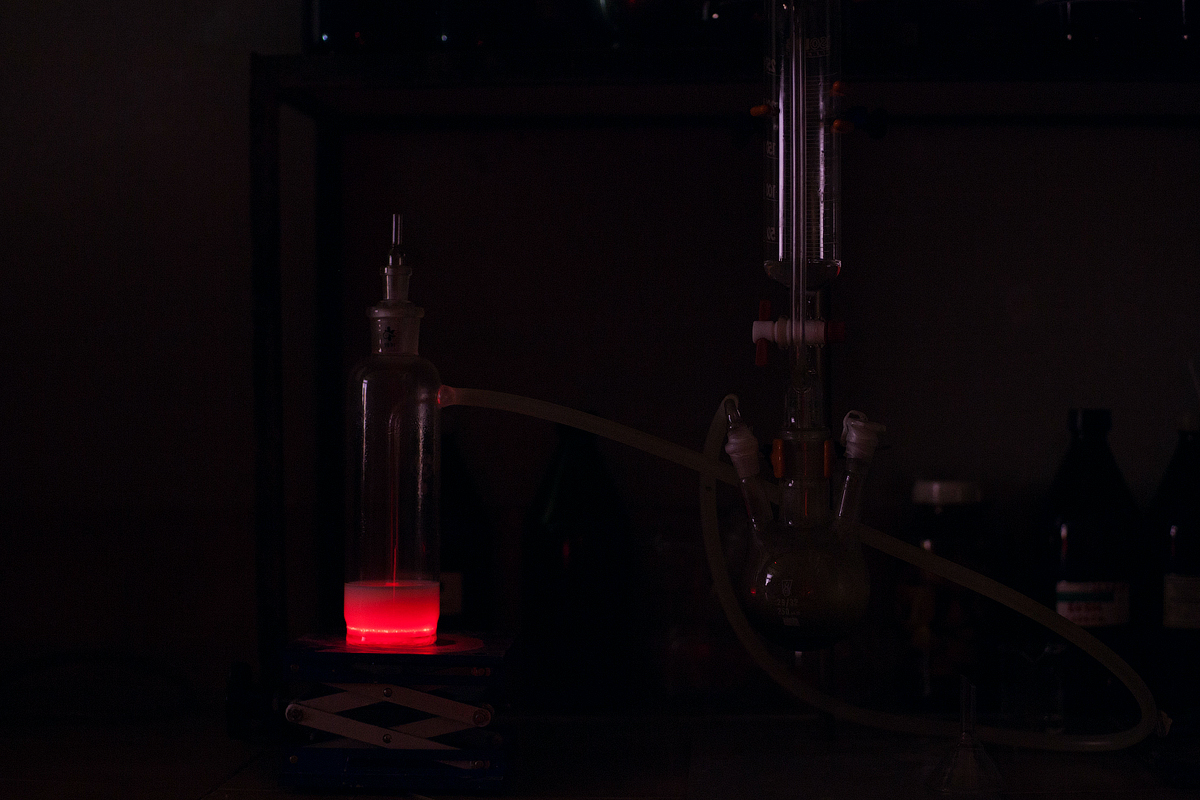
La luminescenza prodotta nell'urto di due molecole di ossigeno singoletto (vedi testo).

L'ossigeno singoletto emette una fosforescenza molto debole a ~1270 nm, corrispondente alla differenza di energia di 94 kJ/mol della transizione 1Δg → 3Σg–. Questa emissione non è visibile a occhio nudo, essendo nell'infrarosso, ma si può osservare agevolmente con opportuni spettrofluorimetri.
Tuttavia, quando la concentrazione dell'ossigeno singoletto è molto elevata, due molecole di ossigeno singoletto possono urtarsi tra loro. In tal caso la loro disattivazione allo stato fondamentale produce una luminescenza a 634 e 703 nm, facilmente osservabile a occhio nudo (figura).

## Chimica organica
Anche il comportamento chimico dell'ossigeno singoletto è diverso da quello dell'ossigeno allo stato fondamentale. Ad esempio l'ossigeno singoletto può dar luogo a reazioni di cicloaddizione Diels-Alder [4+2] e [2+2], reazioni ene e reazioni di ossidazione di eteroatomi (S, Se, P, N) e di complessi organometallici. L'ossigeno singoletto reagisce con un alchene –CH=CH–CH2– estraendo il protone allilico in una reazione tipo ene per formare un perossido organico allilico HO–O–R (R = alchile) che si può poi ridurre all'alcool allilico. (Questa non è una vera reazione ene, dato che non è concertata: l'ossigeno singoletto forma un ecciplesso che a sua volta estrae l'idrogeno). Un esempio è la ossigenazione del citronellolo, passo chiave per la sintesi dell'ossido di rosa:
Con alcuni substrati si formano 1,2-diossaciclobutani, e dieni ciclici come il 1,3-cicloesadiene formano addotti di cicloaddizione [4+2].

## Biochimica
La clorofilla presente nell'apparato fotosintetico delle piante agisce anche come fotosensibilizzatore portando inevitabilmente alla formazione di ossigeno singoletto. Quest'ultimo è in grado di causare stress ossidativo nell'ambiente cellulare, alterando il funzionamento delle proteine, danneggiando le membrane, e minacciando la vita stessa della cellula. Questi danni sono evitati dalla presenza di carotenoidi che svolgono un ruolo protettivo, spegnendo l'ossigeno singoletto tramite una reazione di trasferimento di energia.
Nei mammiferi l'ossigeno singoletto è una delle specie reattive dell'ossigeno (ROS = Reactive oxygen species), connessa all'ossidazione del colesterolo LDL e ai relativi effetti sull'apparato circolatorio. I polifenoli antiossidanti possono catturare le specie reattive dell'ossigeno riducendone la concentrazione e aiutando a prevenire questi effetti ossidativi dannosi.
L'ingestione di composti che in presenza di luce possano produrre ossigeno singoletto può provocare sensibilizzazione cutanea (vedi fototossicità, fotodermatite). Per contro, la produzione mirata di ossigeno singoletto in tessuti specifici viene sfruttata nella terapia fotodinamica.